# 14037 Takakikasahara
14037 Takakikasahara eller 1995 EZ7 är en asteroid i huvudbältet som upptäcktes den 5 mars 1995 av de båda japanska astronomerna Masanori Hirasawa och Shohei Suzuki vid Nyukasa-observatoriet. Den är uppkallad efter Takaki Kasahara.
Asteroiden har en diameter på ungefär 13 kilometer.